# 趙思誠
趙思誠（1523年—1600年），字汝孝，原名趙思聪，登进士時以犯御諱改名，山西太原府平定州樂平縣人，明朝政治人物。

## 生平
九月二十日生，行二，治《書經》，由縣學生中式嘉靖二十八年（1549年）己酉科山西鄉試第六十二名舉人，會試中式第一百五十六名。年三十三歲中式嘉靖四十四年乙丑科第三甲第三百零四名進士。吏部观政，隆慶元年（1567年）授莱州府推官，丁继母忧归。服阕，六年（1572年）选授兵科给事中。万历二年（1574年）出为河南佥事，四年升陕西行太仆寺少卿，七年以考察不及调湖广佥事，十年以不谨被弹劾罢官。

## 家族
曾祖趙子華，壽官；祖趙瓉，巡檢；父趙文淵，儒官、贈给事中；母常氏，贈孺人；继母张氏，封孺人。永感下，妻張氏，兄思明，弟思溫；思恭；思忠。